# De espaldas a la puerta
De espaldas a la puerta (subtitulada como "Crimen en la Ratonera de oro") es una película policiaca española de 1959, dirigida por José María Forqué y protagonizada por Emma Penella, Amelia Bence y Luis Prendes, como figuras principales.
Está basada en un argumento de Luis de los Arcos, autor también del guion en colaboración con Alfonso Paso y el propio José María Forqué.

## Sinopsis
La velada en el cabaret "La ratonera de oro" ha de interrumpirse porque una de sus trabajadoras ha sido brutalmente agredida y su vida corre peligro. El inspector a cargo (Luis Prendes) prohíbe la entrada o salida de ninguna persona hasta no dar con el autor del crimen en una investigación contrarreloj en la que se suceden los sospechosos y los giros de guion.

## Trivia
La Ágata Lis que aparece en los títulos de crédito no es la misma Ágata Lys que se haría enormemente popular en el cine español de los años 70 y 80, ya que, entre otras cosas, esta última solo tenía 5 años en el momento de estrenar la película, y la Ágata Lis de esta película hace el papel de "Princesa", una mujer adulta bailarina en el cabaret. El que ambas actrices lleven el mismo nombre se debe al hecho de haber compartido representante, Fernando Butragueño, que propuso el mismo seudónimo a ambas actrices.
En la película aparece un número musical de una jovencísima La Chunga acompañada de su cuadro flamenco, en una de las escenas clave de la película.
Primera película de María Luisa Merlo y última de Irene López Heredia.

## Reparto
| - Emma Penella como Lola. - Amelia Bence como Lidia. - Luis Prendes como Enrique Simón. - Elisa Loti como Patricia. - José María Vilches como Tonio. - José Marco Davó como Barea. - José Luis López Vázquez como Arévalo. - Carlos Mendy como Perico. - Félix Dafauce como Doctor Ponce. - Adriano Domínguez como Fermín. - Mariano Azaña como Alvarito. - Carmen Bernardos - Marisa Núñez - María del Valle como Amanda. - María Luisa Merlo como Lucky. - Ágata Lis como Princesa. - Enrique Cerro - Emilio Rodríguez como Moreno | - Ángela Tamayo como Angelita. - Rafael Corés - Pilar Muñoz - María Belén - Antonio Burgos - Manuel Insúa - Maruja Vico - Lola Lemos - Ángel Terrón - Sergio Mendizábal - Tomás Simon - Mara Goyanes - Margarita Gil - Celia Foster - Victorico Fuentes - Pilar Caballero - Luis Peña como Luis. - Irene López Heredia como Luisa. - La Chunga - Manuel Alexandre |